# Control (jogo eletrônico)
Control é um jogo eletrônico de ação e aventura de 2019 desenvolvido pela Remedy Entertainment e publicado pela 505 Games. O jogo foi lançado para PlayStation 4, Windows e Xbox One em agosto de 2019, e para PlayStation 5 e Xbox Series X/S em fevereiro de 2021. Versões baseadas em nuvem para Nintendo Switch e Amazon Luna foram lançadas em outubro de 2020, seguidas por uma versão para Stadia em julho de 2021. Duas expansões pagas para download foram lançadas.
Control gira em torno do Federal Bureau of Control (FBC), uma agência secreta do governo dos EUA encarregada de conter e estudar fenômenos que violam as leis da realidade. Como Jesse Faden (Courtney Hope), o novo diretor do Bureau, o jogador explora a Oldest House – a sede paranormal do FBC – e utiliza habilidades poderosas para derrotar um inimigo mortal conhecido como Hiss, que invadiu e corrompeu a realidade. O jogador ganha habilidades ao encontrar Objetos de Poder, objetos mundanos como um telefone de disco ou um disquete imbuídos de energias de outra dimensão, que estiveram no centro de grandes eventos paranormais e foram recuperados pela FBC. Além de Hope, o trabalho de voz e as filmagens ao vivo foram fornecidos por James McCaffrey, Matthew Porretta e Martti Suosalo, enquanto a banda Poets of the Fall forneceu música adicional.
Control é inspirado em histórias paranormais sobre a fictícia Fundação SCP, criada por um projeto de ficção wiki colaborativa online, baseado no gênero do novo estranho. Os ambientes da Oldest House são projetados no estilo brutalista comum a muitos prédios governamentais criados durante a Guerra Fria, servindo como cenário para exibir os sistemas ambientais destrutivos do jogo. O jogo principal inclui muitas alusões a Alan Wake, o jogo anterior da Remedy com temas paranormais semelhantes, e a expansão AWE Control é um crossover entre as duas séries, que a Remedy disse que faz parte do Remedy Connected Universe. Control foi um dos primeiros jogos lançados a utilizar o ray tracing em tempo real integrado ao hardware das placas de vídeo mais recentes.
Após o lançamento, Control recebeu críticas positivas dos críticos, com diversas publicações de jogos o nomeando entre seus melhores jogos de 2019. O jogo foi indicado a vários prêmios, ganhando vários relacionados à arte e ao design do jogo. Vendeu mais de 4 milhões de unidades até fevereiro de 2024. Uma sequência, Control 2, e um spin-off cooperativo para quatro jogadores, codinome Condor, foram anunciados em junho de 2021.

## Jogabilidade
Control é jogado a partir de uma perspectiva de terceira pessoa. Control se passa na Oldest House, um arranha-céu brutalista sem graça na cidade de Nova York, e a sede do fictício Federal Bureau of Control (FBC), que estuda Eventos Mundiais Alterados (AWE) e coleta e estuda Objetos de Poder desses AWE. A Oldest House, ela própria um Lugar de Poder, tem um interior muito maior que seu exterior; um reino sobrenatural enorme e em constante mudança que desafia as leis do espaço-tempo. No início do jogo, uma entidade chamada Hiss está tentando atravessar uma barreira dimensional para esta realidade e assumiu várias partes da Oldest House, reconfigurando sua arquitetura de acordo com suas necessidades, assim como muitos dos funcionários da FBC para lutar por ela. O jogador controla Jesse Faden, que veio para a Oldest House em busca de respostas sobre seu irmão após um AWE anterior, e se envolve na luta contra os Hiss.
Control é construído no formato Metroidvania, com um grande mapa-múndi que pode ser explorado em um ritmo não linear, diferente dos títulos anteriores da Remedy, que eram basicamente lineares. À medida que o jogador completa as missões da história principal, ele encontrará áreas conhecidas como Pontos de Controle, que podem ser desbloqueados após limpar a área de inimigos e então usados tanto como pontos de salvamento quanto para viagens rápidas pelo edifício até Pontos de Controle desbloqueados anteriormente. À medida que o jogador completa as missões, ele desbloqueia mais partes do edifício para explorar, juntamente com missões secundárias adicionais, além de várias recompensas. Isso inclui pontos de habilidade que podem ser usados para melhorar os poderes psicocinéticos que Jesse ganha ao longo do jogo, como lançar projéteis de detritos em inimigos ou tomar o controle das mentes dos inimigos temporariamente para transformá-los em seus aliados. As recompensas da missão incluem recursos que podem ser usados para melhorar a função da Arma de Serviço, uma arma especial que pode assumir várias formas, desde um tiro de espingarda de curto alcance até uma forma de atirador de longo alcance, com cada forma equipada com várias vantagens. O jogador pode equipar vantagens para melhorar os atributos básicos de Jesse. Várias missões secundárias e alertas de missões opcionais com tempo limitado estão disponíveis com recompensas adicionais se concluídas.
Um sistema de IA conhecido como Diretor de Encontro controla as interações com os inimigos com base no nível do jogador e na localização na Oldest House. Os inimigos no Control são predominantemente agentes humanos da FBC possuídos pelo Hiss, uma força sobrenatural. Eles variam de humanos comuns portando armas de fogo a variações altamente mutantes que possuem uma variedade de superpoderes.

## Sinopse

### Contexto
Control gira em torno do Federal Bureau of Control (FBC), uma agência clandestina do governo dos EUA que investiga Eventos Mundiais Alterados (Altered World Events, AWEs) sobrenaturais. Esses AWEs são afetados pelo inconsciente coletivo humano e têm uma variedade de efeitos "paranaturais", incluindo a criação de Objetos de Poder, itens arquetípicos que concedem habilidades especiais aos seus portadores. Objetos de Poder estão conectados ao Tabuleiro, uma entidade negra em forma de pirâmide que existe dentro do Plano Astral, uma dimensão alternativa. O indivíduo escolhido pelo Conselho para empunhar a Arma de Serviço, um Objeto de Poder, é considerado por padrão o diretor da FBC. Control ocorre na Oldest House, um arranha-céu brutalista na cidade de Nova York que serve como sede da FBC. A Oldest House é um Local de Poder com diversas características paranaturais: ela resiste a ser notada por qualquer pessoa que não seja membro da FBC e indivíduos com uma sensibilidade inata ao paranatural, é maior por dentro do que por fora e sua arquitetura interna é propensa a mudar e se reorganizar de maneiras imprevisíveis. O FBC é capaz de estabilizar partes da Oldest House para seu uso, aproveitando nexos de ressonância chamados Pontos de Controle.
O protagonista de Control é Jesse Faden (Courtney Hope), que é escolhido pelo Conselho como diretor da FBC para substituir o recentemente falecido Zachariah Trench (James McCaffrey). Dezessete anos antes dos eventos do jogo, Jesse e seu irmão mais novo Dylan (Sean Durrie) estavam envolvidos em um Evento de Mundo Alterado em sua cidade natal, Ordinary, Maine. Depois de descobrir um Objeto de Poder na forma de um projetor de slides, as duas crianças acidentalmente liberaram forças paranaturais que fizeram com que a população adulta de Ordinary desaparecesse. Jesse e Dylan foram resgatados por Polaris, uma misteriosa entidade telepática. Pouco depois, a FBC chegou em Ordinary, capturando Dylan e o projetor de slides enquanto Jesse fugia. Nos dias atuais, Jesse chega à Oldest House em busca do paradeiro de seu irmão.
Outros personagens notáveis em Control incluem o desaparecido chefe de pesquisa Casper Darling (Matthew Porretta), a especialista em pesquisa Emily Pope (Antonia Bernath), o chefe de segurança Simon Arish (Ronan Summers), a chefe de operações Helen Marshall (Jade Anouka), o supervisor do Panopticon Frederick Langston (Derek Hagen) e Ahti (Martti Suosalo), uma misteriosa zeladora finlandesa.

### Trama
Em outubro de 2019, Jesse Faden chega à Oldest House após uma mensagem telepática de Polaris, buscando o paradeiro de seu irmão sequestrado, Dylan. Dentro do prédio, Jesse descobre o corpo sem vida de Zachariah Trench e é instruído por Polaris a pegar sua Arma de Serviço caída. Jesse é translocada para o Plano Astral, onde o Conselho a nomeia como a nova diretora da FBC no lugar de Trench. Ao sair do escritório de Trench, Jesse é atacada por agentes da FBC possuídos por uma entidade que Jesse chama de "the Hiss". Jesse descobre que a Oldest House está sob bloqueio de emergência após a disseminação do Hiss, e que todos no prédio foram possuídos pelo Hiss, exceto aqueles que usam Amplificadores de Ressonância Hedron (HRAs), dispositivos construídos pelo cientista desaparecido do Bureau, Dr. Casper Darling. Jesse concorda em ajudar os agentes sobreviventes a recuperar o prédio e conter o Hiss, em troca do paradeiro de Dylan.
Usando um Objeto de Poder conhecido como Linha Direta, Jesse se comunica com o falecido Trench e descobre que sua antiga equipe de gestão conhece os segredos do Bureau. Após suspender o bloqueio do prédio no Setor de Manutenção, Jesse entra no Setor de Pesquisa em busca de Helen Marshall, uma das integrantes da equipe de gestão de Trench, a quem ela ajuda a garantir a produção de mais HRAs. Marshall revela que Dylan, conhecido pelo Bureau como Candidato Principal 6 (P6), estava sendo preparado para suceder Trench como diretor do Bureau devido às suas imensas habilidades sobrenaturais. Entretanto, depois de matar vários agentes do Bureau, Dylan foi considerado muito perigoso e trancado no Setor de Contenção. Jesse corre para o setor para encontrar Dylan, apenas para descobrir que ele escapou e se rendeu ao Bureau no Setor Executivo. Dylan revela a Jesse que ele abraçou o Hiss, e que o Hiss entrou na Oldest House através do projetor de slides Objeto de Poder que o Bureau recuperou de Ordinary.
Ahti, uma entidade paranatural que se manifesta como zeladora, dá a Jesse um toca-fitas que lhe permite navegar por um labirinto elaborado que protege a câmara do projetor de slides no Setor de Pesquisa. Ela descobre que o projetor de slides desapareceu, mas descobre que Trench e Darling usaram o dispositivo para entrar em uma dimensão alternativa conhecida como Slidescape-36, onde descobriram uma entidade que apelidaram de Hedron. Jesse encontra Hedron e descobre que é Polaris, mas momentos depois, o Hiss ataca e destrói Hedron. A mente de Jesse é invadida pelo Hiss, mas Jesse consegue redescobrir Polaris dentro de si, permitindo que ela lute contra o Hiss e salve o Bureau. No processo, Jesse descobre que Trench foi o primeiro indivíduo a ser possuído pelos Hiss durante as expedições para Slidescape-36, e foi responsável por soltar os Hiss na Oldest House. Jesse encontra o projetor de slides no Setor Executivo, onde Dylan e os Hiss estão tentando entrar no Plano Astral através de um portal e ultrapassar o Conselho. Jesse desativa o projetor de slides e aparentemente limpa o Hiss de Dylan, o que fecha o portal, mas o deixa em coma. Após o ocorrido, a Oldest House continua infestada pelo Hiss e bloqueada para impedir sua fuga, mas Jesse aceitou seu novo papel como diretora e resolve encontrar uma solução junto com o pessoal sobrevivente da FBC.

### The Foundation
Jesse é convocado pelo Conselho para a Fundação, uma área cavernosa localizada no centro da Oldest House que abriga o Prego (Nail), um objeto que conecta a Oldest House ao Plano Astral. Jesse descobre que o Prego foi seriamente danificado, o que está causando vazamento do Plano Astral para a Oldest House, com consequências potencialmente catastróficas. Enquanto Jesse tenta restaurar o Prego, ela procura o paradeiro de Helen Marshall, que entrou na Fundação durante a invasão Hiss e desapareceu. Enquanto isso, Jesse descobre registros deixados por Theodore Ash Jr., o antigo chefe de pesquisa que fez parte das primeiras expedições à Oldest House em 1964. Ash revela que Broderick Northmoor, o diretor que precedeu Trench, caiu sob a influência do Conselho durante a expedição e foi responsável por mudar radicalmente o Bureau para servir aos interesses do Conselho.
Enquanto Jesse continua a restaurar o Prego, ela encontra Former, uma entidade extradimensional que concede a Jesse uma nova habilidade, enfurecendo o Conselho. Ex-membro do Conselho afirma ter sido exilado após ser acusado de uma transgressão desconhecida. Dividido entre as duas entidades, Jesse finalmente consegue restaurar o Prego, mas tremores ocorrem entre a Oldest House e o Plano Astral, ameaçando destruir ambas as dimensões. Jesse chega à base do Prego, onde encontra Marshall possuído pelo Hiss. Com a ajuda de Former, Jesse mata Marshall e limpa o Nail. Jesse descobre que foi Marshall quem danificou o Nail, como medida preventiva contra os Hiss e o conselho. O HRA de Marshall foi destruído logo depois, com ela acreditando que era uma retaliação do Conselho, permitindo que ela fosse possuída pelo Hiss. Com a crise evitada, mas com sua fé no Conselho abalada, Jesse promete liderar o Bureau do seu próprio jeito.

### AWE
AWE é um crossover entre Control e o título anterior da Remedy Entertainment, Alan Wake. Alan Wake se passa em Bright Falls, Washington; no jogo, o escritor Alan Wake se vê coagido e preso pela Presença Negra que habita o Cauldron Lake de Bright Falls, uma dimensão capaz de transformar obras de arte em realidade. Após os eventos de Alan Wake (conforme descrito em Control), Emil Hartman, um psicólogo que tentou investigar e explorar esse poder, foi confrontado e preso por agentes da FBC, que confiscaram todas as suas pesquisas no lago. Em um ato final de desespero, Hartman mergulhou no Cauldron Lake e foi possuído pela Presença Negra. Hartman foi posteriormente capturado e levado para a Oldest House pelo Bureau, que tentou contê-lo no Setor de Investigações. Entretanto, depois que Hartman violou a contenção, o Bureau foi forçado a abandonar e isolar quase todo o setor. Durante a invasão dos Hiss, os Hiss se misturaram com a Presença Negra em Hartman, transformando-o em uma entidade monstruosa que assombra o setor.
Jesse é convocado para o Setor de Investigações por uma aparição de Alan Wake, que de outra forma seria considerado desaparecido após os eventos de Alan Wake. Ela encontra Hartman e é avisada por Frederick Langston que Hartman não pode escapar do setor. Enquanto Jesse tenta atravessar o Setor de Investigações e destruir Hartman, ela recebe visões de Alan revelando que ele foi o responsável por escrever a fuga de Hartman para a existência, usando o poder de Cauldron Lake para influenciar a realidade usando obras de arte. Alan também sugere que sua escrita ajudou a causar a invasão Hiss, para criar uma "crise" para seu "herói", Jesse, como parte de sua tentativa de escapar de Cauldron Lake. Jesse chega à área AWE de Bright Falls do Setor de Investigações e destrói Hartman. Ela é informada por Langston sobre um AWE recém-detectado em Bright Falls, cuja data está vários anos no futuro.

## Desenvolvimento
Control foi desenvolvido pela Remedy Entertainment. Como seu primeiro grande lançamento desde sua oferta pública inicial em 2017 e a separação da Microsoft como parceira de publicação, o Control foi desenvolvido usando estratégias de desenvolvimento mais eficientes para manter custos e tempo baixos. Ao contrário de Alan Wake e Quantum Break, que levaram sete e cinco anos para serem concluídos, respectivamente, Control foi concluído em três anos com um orçamento de € 30 milhões, menor do que os custos típicos de um jogo triplo A.
Mikael Kasurinen, que trabalhou em Alan Wake (como designer de jogabilidade principal) e Quantum Break (como diretor principal), foi o diretor de Control e Sam Lake atuou como escritor e diretor criativo do jogo ao lado da líder narrativa Anna Megill. O desenvolvimento do jogo começou antes do lançamento de Quantum Break. Enquanto eles estavam terminando Quantum Break e decidindo sobre o próximo projeto, Kasurinen reconheceu que o jogo dependia muito de vídeo em movimento e outros elementos cinematográficos, e sugeriu que eles olhassem para um jogo de mundo mais aberto, onde o jogador dirigiria o que ele experimentasse. Em vez de se concentrar na criação de uma história grande e complexa, a Remedy queria dar mais ênfase à criação de um mundo de jogo e universo que fosse rico o suficiente para que os jogadores criassem suas próprias histórias. A equipe ainda queria deixar elementos narrativos para os jogadores descobrirem para ajudar a desenvolver o mundo, e adicionou documentos opcionais, registros de áudio e filmagens de ação ao vivo que o jogador poderia revisar em seu próprio ritmo. Outro objetivo da equipe era criar um jogo com alta rejogabilidade. Eles ainda afirmaram que queriam fazer uma narrativa forte, uma que fosse "estreitamente focada", de acordo com Kasurinen.

### Contexto
O primeiro conceito foi criar o FBC fictício, um cenário realista que serviria de base para eventos paranormais e um catalisador para eventos na história. Isso permitiu que a Remedy considerasse várias histórias que poderia contar, não apenas sobre o personagem do jogador, mas também sobre outros indivíduos no FBC, mas também criou o desafio de como apresentar as histórias dos outros personagens no formato de mundo aberto. Os escritos reunidos no site fictício da Fundação SCP ("Secure, Contain, Protect") foram uma grande influência no Control. As histórias no site da SCP Foundation são baseadas em objetos singulares com estranhos impactos paranormais e, como um todo, são narrativamente ligadas pelo formato comum de relatórios escritos pela fictícia SCP Foundation, que cataloga e estuda os objetos. Control foi construído sobre isso, tendo vários Objetos de Poder e Itens Alterados, junto com vários escritos colecionáveis sobre esses objetos ou outras histórias alinhadas com SCP. Eles fixaram a história no gênero do novo estranho, uma variante moderna da ficção estranha com histórias que combinam ficção científica e fantasia, muitas vezes com uma agência governamental burocrática envolvida nesses eventos. Em Control, eles inverteram os papéis para colocar a burocracia no centro da história. A designer narrativa Brooke Maggs afirmou que "há uma presença invisível e agressiva da burocracia no ambiente corporativo que é, por si só, inquietante". As características mundanças da Oldest House ajudaram a contrastar com os aspectos paranormais do jogo, adequando-se assim bem ao novo estranho, de acordo com o diretor de design mundial Stuart MacDonald. O objetivo da equipe de design ao usar a nova abordagem estranha não era criar momentos aterrorizantes como se faria em um jogo de terror, mas sim criar uma sensação contínua de pavor para o jogador.
Os objetos cotidianos que se tornariam Objetos de Poder no jogo foram selecionados para estarem dentro do conceito do novo estranho. Um desses Objetos de Poder é um disquete. MacDonald disse que se sentiu atraído a usar um disquete dessa maneira depois de ler uma história sobre como muitos dos locais de defesa antimísseis dos Estados Unidos haviam recentemente abandonado os disquetes e, antes disso, esses discos podiam ser vistos como armas proverbiais que eram tidas com grande reverência. A presença abundante na Oldest House de tecnologias dos anos 1960 e 1970, como tubos pneumáticos, projetores de slides e monitores monocromáticos, e a ausência de tecnologias modernas, como celulares, são explicadas no jogo como resultado da tendência de novas tecnologias falharem ou apresentarem mau funcionamento dentro dos limites da Oldest House.

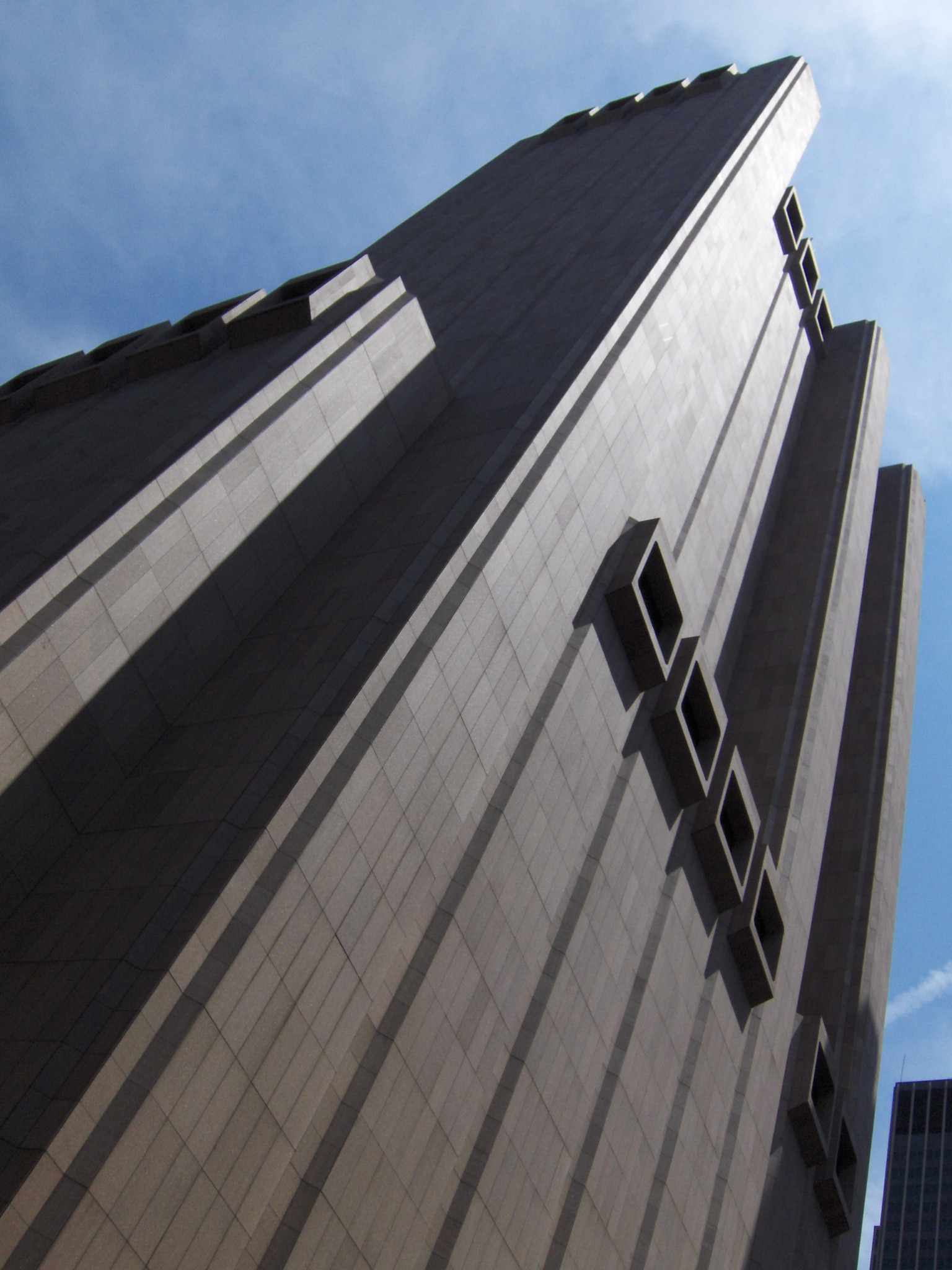
O edifício AT&T Long Lines serviu de inspiração para a Oldest House.

O cenário da Oldest House foi baseado na arquitetura brutalista, um estilo que utiliza grandes blocos de concreto popularizado na década de 1950 e usado em muitos prédios governamentais na época. O diretor de design do mundo do jogo, Stuart Macdonald, descreveu o brutalismo como um bom cenário de ficção científica, pois tem "essa sensação de poder, peso, força e estabilidade", e quando as geometrias da Oldest House são afetadas pelo Hiss, "isso cria um contraste muito bom com a arquitetura impossível". As cores relativamente planas das paredes de fundo as tornaram uma tela ideal para mostrar outros efeitos de design e iluminação no jogo. Serviu bem para os poderes de telecinese do jogo, já que as paredes de concreto seriam usadas no lugar de um objeto alvo quando o jogador jogasse detritos nos inimigos por meio de telecinese, e os espaços inicialmente imaculados acabam mostrando os resultados de uma grande batalha destrutiva. Entre as influências do mundo real na arquitetura do jogo está a 33 Thomas Street, anteriormente conhecida como AT&T Long Lines Building, um edifício sem janelas no centro da cidade de Nova York. Macdonald usou este edifício como um exemplo moderno de brutalismo e criou a Oldest House como um "monólito bizarro e brutalista" para abrigar a FBC. Outros locais do mundo real usados como inspiração incluem a Boston City Hall, o Edifício Andrews na Universidade de Toronto Scarborough e o Met Breuer.
Outros arquitetos do mundo real inspiraram as estruturas do jogo. O trabalho de Carlo Scarpa foi amplamente utilizado no projeto de escadas que subiam com outras partes da estrutura, enquanto o foco de Tadao Ando na iluminação e nos espaços espirituais foi refletido em outras partes do jogo. Além disso, a equipe de design recorreu ao cinema em busca de outras inspirações. Os filmes de Stanley Kubrick, particularmente A Clockwork Orange, bem como filmes com agências governamentais opressivas, como The Shape of Water, serviram como parte da base do design. Outros filmes, como Tinker Tailor Soldier Spy, evocam o conceito de repetitividade, processo e ritualismo nessas agências, e isso foi usado para definir algumas das obras de arte e arquitetura internas. O diretor de arte Janne Pulkkinen afirmou que eles observaram igrejas do mundo real e outros lugares onde o ritualismo é comum, já que a iluminação e o design desses espaços são frequentemente usados para chamar a atenção para pontos específicos de interesse.
Certas áreas do jogo apresentam sequências de vídeo em movimento. A maioria delas é do Dr. Casper Darling explicando partes da Oldest House e Objetos de Poder dentro dela, com Darling interpretado por Matthew Porretta. Outro conjunto de vídeos são episódios curtos de um programa fictício chamado "The Threshold Kids", um show de fantoches aparentemente voltado para crianças que podem residir na Oldest House. "The Threshold Kids" foi escrito pela narradora principal Anna Megill e produzido pelo designer cinematográfico sênior Mircea Purdea. Poets of the Fall, um grupo de rock alternativo que são amigos próximos da Remedy, forneceram músicas para o jogo, incluindo "Take Control", que no jogo é declarada como sendo da banda fictícia "The Old Gods of Asgard", uma alusão a Alan Wake. A Remedy usou essa música como parte do "Labirinto do Cinzeiro" do jogo, uma seção onde Jesse luta em um conjunto de salas em constante mudança ao som da música. A Remedy trabalhou com Poets of the Fall para que pudessem incorporar a música dinamicamente conforme o jogador avançava pelas seções do labirinto.
O jogo principal inclui easter eggs que se referem a Alan Wake, que compartilha temas paranormais semelhantes com Control; um desses easter eggs discute as consequências de Alan Wake como parte dos arquivos de caso da FBC, que diziam respeito ao que aconteceu em Bright Falls, o local principal de Alan Wake, como tendo sido um AWE. Uma área secreta inclui uma visão de Alan Wake. O evento passado na cidade de Ordinary foi aludido por uma faixa de backmasking na sequência de créditos de Alan Wake: American Nightmare, com um locutor desconhecido afirmando "Isso acontecerá novamente, em outra cidade. Uma cidade chamada Ordinary." Kasurinen disse que a inclusão de tais referências ajuda a estabelecer um tipo de continuidade entre seus jogos, elementos a serem encontrados e compartilhados por sua comunidade de jogadores, mas não necessariamente pretende estabelecer um universo compartilhado entre os jogos. Entretanto, Sam Lake confirmou mais tarde a existência de um universo compartilhado entre Alan Wake e Control conhecido como Remedy Connected Universe. Isso mais tarde foi consolidado com o lançamento da expansão AWE, trazendo diretamente personagens e eventos de Alan Wake para Control.

### Elenco
O elenco principal de dubladores do jogo foi anunciado na New York Comic Con em 2018, composto por vários atores de jogos anteriores da Remedy. Courtney Hope, que interpretou a personagem Beth Wilder em Quantum Break, estrela como Jesse Faden, enquanto James McCaffrey, conhecido por seus papéis como o personagem-título de Max Payne e Thomas Zane em Alan Wake, interpreta o papel de Zachariah Trench. Matthew Porretta, que interpretou o personagem titular de Alan Wake, é destaque em papéis de voz e vídeos de ação ao vivo como o personagem do Dr. Casper Darling. O ator finlandês Martti Suosalo dá voz ao zelador Ahti. Sam Lake, da Remedy, disse que estava ansioso para adicionar sua Finlândia natal a um de seus jogos, e Control apresentou a oportunidade de incorporar isso. Entre essas peças está um tango finlandês que Lake escreveu, Petri Alanko compôs e Suosalo cantou.
O jogo inclui uma participação especial de voz de Hideo Kojima e seu tradutor inglês Aki Saito; em uma missão secundária, uma gravação do Dr. Yoshimi Tokui, dublado por Kojima, relata uma experiência onírica em japonês, com a tradução em inglês dada por Saito.

### Tecnologia
Outro desafio no design e na implementação do jogo envolveu a criação de um ambiente que incentivasse o jogador a explorar, se perder nele e aprender por meio da observação. Kasurinen sentiu que não queria incluir um display tradicional para o jogador, com marcadores de missão ou outra desordem, e em vez disso fazer o jogador usar descrições de missão em seu registro e observação cuidadosa do ambiente para descobrir para onde ir em seguida. Isso levou ainda mais à decisão de apenas contar informações críticas ao jogador por meio de alguns meios, deixando o jogador preencher as partes que faltam com suas próprias observações e imaginações. Eles também queriam um ambiente fluido, onde quase qualquer objeto pudesse ser usado como parte dos poderes telecinéticos do personagem do jogador, para que o mundo do jogo pudesse ser uma arma a ser usada pelo jogador ou uma arma contra o personagem do jogador. Para conseguir isso, a Remedy substituiu a física Havok em seu mecanismo de jogo interno pelo PhysX e melhorou sua inteligência artificial para permitir que os inimigos tirassem proveito dessas mudanças. Control é construído usando o Northlight Engine proprietário da Remedy, que foi usado pela primeira vez no título anterior da empresa, Quantum Break.
Control foi um dos primeiros grandes jogos a ser lançado após a introdução de placas de vídeo que suportam ray-tracing em tempo real através do DirectX Raytracing. Foi o primeiro grande título com uma implementação quase completa de todos os recursos disponíveis da Nvidia RTX, juntamente com suporte para DLSS da Nvidia para aumento de resolução em placas de vídeo compatíveis. O jogo também suporta técnicas de renderização mais padronizadas, adequadas para hardware gráfico menos potente.
A Nvidia promoveu fortemente o Control em sua campanha junto com suas primeiras placas de vídeo RTX com suporte para ray-tracing de hardware. O jogo foi empacotado com vendas de placas gráficas com suporte à tecnologia RTX. A Nvidia criou ou hospedou nove vídeos, incluindo um trailer de gameplay exclusivo, para mostrar a integração de ray-tracing do jogo.

## Lançamento

### Marketing
Em maio de 2017, a Remedy anunciou que havia feito uma parceria com a 505 Games para publicar o jogo, então com o codinome "P7". A 505 forneceu suporte de marketing e publicação e um fundo de € 7,75 milhões para ajudar no desenvolvimento do jogo, enquanto a Remedy manteve os direitos de propriedade intelectual de Control. No comunicado à imprensa, a Remedy revelou que o jogo terá uma mecânica de jogo complexa e que será uma "experiência de longo prazo" do que seus jogos anteriores. P7 estava sendo trabalhado pela Remedy juntamente com outros dois projetos. O jogo foi oficialmente revelado na conferência de imprensa da Sony Interactive Entertainment na E3 2018.
Control foi lançado para PlayStation 4, Windows e Xbox One em 27 de agosto de 2019. A Epic Games garantiu um acordo de exclusividade de um ano para Control na Epic Games Store com a Digital Bros, controladora da 505 Games, por 9,49 milhões € (US$10,5 milhões).
Em 27 de agosto de 2020, o primeiro aniversário do lançamento do jogo, Control: Ultimate Edition foi lançado via Steam, incluindo o jogo base, as expansões "Foundation" e "AWE" e as atualizações gratuitas adicionais. Control: Ultimate Edition foi lançado na Epic Games Store, GOG.com, PlayStation 4 e Xbox One em 10 de setembro de 2020, e no PlayStation 5 e Xbox Series X/S em 2 de fevereiro de 2021. Os jogadores que possuíam a Ultimate Edition no PlayStation 4 ou Xbox One puderam atualizar sua versão para os consoles mais novos gratuitamente. A 505 Games afirmou que, embora procurasse encontrar um caminho de atualização gratuito que funcionasse para todos os usuários, havia "algum tipo de bloqueador e esses bloqueadores significavam que pelo menos um grupo de jogadores acabou sendo deixado de fora da atualização por vários motivos". As versões e atualizações do PlayStation 5 e Xbox Series X/S foram adiadas até o início de 2021 em um anúncio pouco antes do lançamento dos consoles em novembro de 2020 para melhorar a qualidade do produto. As versões digitais foram lançadas em 2 de fevereiro de 2021 e as cópias de varejo em 2 de março de 2021. A Ultimate Edition também foi lançada para Amazon Luna em 20 de janeiro de 2022.
Versões do jogo baseadas em jogos em nuvem foram lançadas para Amazon Luna e Nintendo Switch em 20 de outubro de 2020 e 28 de outubro de 2020, respectivamente. Foi o primeiro jogo baseado em nuvem lançado no Switch fora do Japão. Control foi lançado no Google Stadia em julho de 2021.

### Pós-lançamento
A Remedy confirmou os planos para pelo menos duas expansões de conteúdo adicionais para Control, intituladas "The Foundation" e "AWE", ambas narrativamente ambientadas após o jogo principal, com Jesse assumindo seu papel como Diretora da FBC. No entanto, na época do lançamento de Control, as especificidades desse conteúdo ainda não haviam sido determinadas, de acordo com a designer narrativa Brooke Maggs, já que o foco da equipe era resolver problemas de desempenho para a versão de console dos jogos. "The Foundation" foi lançado em 26 de março de 2020 para PlayStation 4 e Microsoft Windows e para Xbox One em 25 de junho de 2020. A segunda expansão "AWE" foi lançada em 27 de agosto de 2020, marcando o primeiro aniversário do jogo.
Conteúdo adicional menor e não narrativo foi lançado. O primeiro, "Expedições" ("Expeditions"), foi lançado como uma atualização gratuita em 12 de dezembro de 2019 e apresenta missões autônomas de várias dificuldades com itens de power-up para seus personagens. Uma atualização gratuita, lançada junto com o DLC "AWE", mas disponível para todos os jogadores, aumentou o número de pontos de controle, ou pontos de verificação "rígidos" no jogo onde é possível salvar o jogo, incluindo a adição de alguns antes das lutas contra chefes, bem como vários pontos de verificação "suaves" onde os jogadores podem reiniciar sem ter que viajar de volta para um ponto de controle caso Jesse morra. Um novo "modo de assistência" também foi adicionado para permitir que o jogador tenha mais controle na personalização da dificuldade do jogo, com a Remedy pretendendo que isso tornasse possível que jogadores novatos completassem o jogo.
Em janeiro de 2021, The Art and Making of Control, um livro complementar sobre o desenvolvimento do Control, foi publicado pela Future Press.
A Remedy anunciou em junho de 2021 que assinou um acordo com a 505 Games para desenvolver dois jogos adicionais baseados em Control. Um será uma continuação de "maior orçamento" do Control, enquanto o segundo é um spin-off cooperativo menor para quatro jogadores, com o codinome Condor. Em novembro de 2022, a Remedy afirmou que o título de grande orçamento será uma sequência direta de Control, intitulado Control 2, que havia começado o desenvolvimento com a 505 Games naquela época e está planejado para lançamento no Windows, PlayStation 5 e Xbox Series X/S. Em fevereiro de 2024, a Remedy anunciou aos seus acionistas que havia recomprado os direitos da franquia Control da 505 Games e em agosto de 2024, a Remedy anunciou um acordo de cofinanciamento com a Annapurna que lhes permitiria autopublicar a sequência e seu spin-off. O acordo incluiu o recebimento dos direitos da Annapurna para expandir as propriedades intelectuais existentes da Remedy, incluindo Control, para filmes e televisão.

## Recepção
Control recebeu "críticas geralmente favoráveis", de acordo com o agregador de críticas Metacritic.
Jeff Gerstmann, da Giant Bomb, concedeu-lhe 5 de 5 estrelas e afirmou que é "uma aventura de ação inteligente e sensacional". Phil Iwaniuk, da PCGamesN, deu ao jogo uma crítica positiva e afirmou que é "uma descida emocionante em algo entre história alternativa e sonho febril, realizado lindamente em talento audiovisual e faltando apenas um pouco no combate em si". Sam Loveridge, da GamesRadar+, concedeu-lhe 4,5 de 5 estrelas e elogiou seu cenário "único", narrativa "semelhante à TV", personagens "fenomenais" e momentos "completamente malucos", embora tenha criticado sua curta duração. James Davenport, da PC Gamer, deu ao jogo uma pontuação de 88/100 e elogiou seu "mistério, maravilha e combate glorioso de destruição de salas", embora tenha criticado seu protagonista "fino" e seu final "abrupto". Jonathon Dornbush, da IGN, deu ao jogo 8,8/10 e elogiou o "mundo paranormal envolvente e estranho", as "habilidades psíquicas versáteis e a arma principal" de Jesse, o elenco de apoio "forte", o roteiro "bem escrito", embora tenha chamado a história pessoal de Jesse de "reflexão tardia".
Peter Brown, da GameSpot, deu ao jogo nota 8/10 e elogiou o estilo de arte "lindo", os cenários "fascinantes", o combate "estiloso", embora tenha criticado o mapa "confuso". Dave Tach do Polygon declarou: "Não consigo separar as esquisitices deliberadas de Control de sua beleza ou de seus personagens, e é isso que o torna tão fácil de recomendar." Michael Leri da GameRevolution deu ao jogo 9/10 e elogiou o combate "rápido", a tradição "intrigante", os quebra-cabeças desafiadores, o elenco, os ambientes "lindamente construídos e destrutíveis", embora tenha criticado seu "desempenho instável em consoles não profissionais ", lutas contra chefes "excessivamente punitivas" e longos pontos de verificação. Michael Huber, da Easy Allies, deu ao jogo nota 9/10 e o declarou como um "casamento incrível de narrativa, construção de mundo, exploração e combate", elogiando a atenção "obsessiva" aos detalhes, o elenco e o protagonista.
Mike Williams da USgamer deu ao jogo 4/5 e declarou, "The Oldest House permite que a Remedy brinque com novas ideias e variações da jogabilidade tradicional, quebrando os tiros e poderes sobre-humanos com jogos de luz vermelha/luz verde e jornadas por labirintos no estilo Alice in Wonderland. O diálogo ainda é estranho, e a estrutura da missão pode ser obtusa às vezes." Gabe Gurwin da Digital Trends deu ao jogo 3.5/5 e elogiou a jogabilidade, habilidades, elenco, apresentação e cenário, embora tenha criticado sua história, problemas de textura, missões secundárias "preenchedoras" e poderes "não originais". Christian Donlan, da Eurogamer, elogiou sua ação "vertiginosa" e seu design de arte "surpreendente".
A Digital Foundry e a Polygon consideraram Control no PC como um "aplicativo matador" para as placas de vídeo RTX da Nvidia, citando-o como uma ajuda para melhorar o estilo visual do jogo.
O criador da série Metal Gear, Hideo Kojima, expressou que é um grande fã de Control, e como prova disso, ele visitou o estúdio da Remedy durante sua visita à Finlândia em 2019.

### Vendas
Em dezembro de 2020, a Control havia vendido mais de 2 milhões de unidades e a Remedy afirmou que o jogo era sua propriedade intelectual de crescimento mais rápido desde Max Payne. Em agosto de 2021, a Remedy afirmou que mais de 10 milhões de pessoas jogaram Control, incluindo aquelas que o jogaram pelo Xbox Game Pass e outras rotas sem vendas. Em fevereiro de 2024, o jogo havia vendido mais de 4 milhões de unidades, com mais de 100 million € em receita.
No Japão, a versão para PlayStation 4 vendeu 10.336 unidades físicas, tornando-se o 13º jogo mais vendido no varejo durante sua primeira semana de lançamento.

### Prêmios
A IGN escolheu Control como seu "Jogo do Ano", junto com outros prêmios, incluindo "Melhor Jogo de Ação e Aventura", "Melhor Direção de Arte de Videogame" e "Melhor História de Videogame". Game Informer, Electronic Gaming Monthly, e GamesRadar+ também premiaram Control como seu "Jogo do Ano", enquanto Polygon,  Easy Allies, USGamer Giant Bomb, GameRevolution, e GameSpot listaram Control entre seus 10 melhores jogos de 2019. PC Gamer escolheu Control como "Melhor Cenário" para seus Melhores Jogos de 2019. A Eurogamer listou Control entre seus jogos do ano.
| Ano  | Prêmio                             | Categoria                                                       | Resultado | Ref.                    |
| ---- | ---------------------------------- | --------------------------------------------------------------- | --------- | ----------------------- |
| 2018 | Golden Joystick Awards             | Most Wanted Game                                                | Indicado  | [ 103 ]                 |
| 2019 | Game Critics Awards                | Best Original Game                                              | Indicado  | [ 104 ]                 |
| 2019 | Game Critics Awards                | Best PC Game                                                    | Indicado  | [ 104 ]                 |
| 2019 | Game Critics Awards                | Best Action/Adventure Game                                      | Indicado  | [ 104 ]                 |
| 2019 | Golden Joystick Awards             | Best Storytelling                                               | Indicado  | [ 105 ] [ 106 ] [ 107 ] |
| 2019 | Golden Joystick Awards             | Best Visual Design                                              | Indicado  | [ 105 ] [ 106 ] [ 107 ] |
| 2019 | Golden Joystick Awards             | Best Audio                                                      | Indicado  | [ 105 ] [ 106 ] [ 107 ] |
| 2019 | Golden Joystick Awards             | Critics' Choice Award                                           | Venceu    | [ 105 ] [ 106 ] [ 107 ] |
| 2019 | Golden Joystick Awards             | Ultimate Game of the Year                                       | Indicado  | [ 105 ] [ 106 ] [ 107 ] |
| 2019 | Titanium Awards                    | Game of the Year                                                | Indicado  | [ 108 ]                 |
| 2019 | Titanium Awards                    | Best Art                                                        | Indicado  | [ 108 ]                 |
| 2019 | Titanium Awards                    | Best Game Design                                                | Indicado  | [ 108 ]                 |
| 2019 | Titanium Awards                    | Best Narrative Design                                           | Indicado  | [ 108 ]                 |
| 2019 | Titanium Awards                    | Best Adventure Game                                             | Indicado  | [ 108 ]                 |
| 2019 | Titanium Awards                    | Best Soundtrack (Petri Alanko)                                  | Indicado  | [ 108 ]                 |
| 2019 | The Game Awards 2019               | Game of the Year                                                | Indicado  | [ 109 ] [ 110 ]         |
| 2019 | The Game Awards 2019               | Best Game Direction                                             | Indicado  | [ 109 ] [ 110 ]         |
| 2019 | The Game Awards 2019               | Best Narrative                                                  | Indicado  | [ 109 ] [ 110 ]         |
| 2019 | The Game Awards 2019               | Best Art Direction                                              | Venceu    | [ 109 ] [ 110 ]         |
| 2019 | The Game Awards 2019               | Best Audio Design                                               | Indicado  | [ 109 ] [ 110 ]         |
| 2019 | The Game Awards 2019               | Best Performance (Courtney Hope)                                | Indicado  | [ 109 ] [ 110 ]         |
| 2019 | The Game Awards 2019               | Best Performance (Matthew Porretta)                             | Indicado  | [ 109 ] [ 110 ]         |
| 2019 | The Game Awards 2019               | Best Action/Adventure Game                                      | Indicado  | [ 109 ] [ 110 ]         |
| 2020 | New York Game Awards               | Great White Way Award for Best Acting in a Game (Courtney Hope) | Venceu    | [ 111 ]                 |
| 2020 | Visual Effects Society Awards      | Outstanding Visual Effects in a Real-Time Project               | Venceu    | [ 112 ] [ 113 ]         |
| 2020 | 23rd Annual D.I.C.E. Awards        | Game of the Year                                                | Indicado  | [ 114 ] [ 115 ]         |
| 2020 | 23rd Annual D.I.C.E. Awards        | Action Game of the Year                                         | Venceu    | [ 114 ] [ 115 ]         |
| 2020 | 23rd Annual D.I.C.E. Awards        | Outstanding Achievement in Art Direction                        | Venceu    | [ 114 ] [ 115 ]         |
| 2020 | 23rd Annual D.I.C.E. Awards        | Outstanding Achievement in Character (Jesse Faden)              | Indicado  | [ 114 ] [ 115 ]         |
| 2020 | 23rd Annual D.I.C.E. Awards        | Outstanding Achievement in Game Direction                       | Venceu    | [ 114 ] [ 115 ]         |
| 2020 | 23rd Annual D.I.C.E. Awards        | Outstanding Achievement in Original Music Composition           | Venceu    | [ 114 ] [ 115 ]         |
| 2020 | 23rd Annual D.I.C.E. Awards        | Outstanding Achievement in Story                                | Indicado  | [ 114 ] [ 115 ]         |
| 2020 | 23rd Annual D.I.C.E. Awards        | Outstanding Technical Achievement                               | Indicado  | [ 114 ] [ 115 ]         |
| 2020 | NAVGTR Awards                      | Game of the Year                                                | Indicado  | [ 116 ] [ 117 ]         |
| 2020 | NAVGTR Awards                      | Animation, Technical                                            | Venceu    | [ 116 ] [ 117 ]         |
| 2020 | NAVGTR Awards                      | Art Direction, Contemporary                                     | Venceu    | [ 116 ] [ 117 ]         |
| 2020 | NAVGTR Awards                      | Control Design, 3D                                              | Venceu    | [ 116 ] [ 117 ]         |
| 2020 | NAVGTR Awards                      | Direction in a Game Cinema                                      | Venceu    | [ 116 ] [ 117 ]         |
| 2020 | NAVGTR Awards                      | Game, Original Action                                           | Indicado  | [ 116 ] [ 117 ]         |
| 2020 | NAVGTR Awards                      | Graphics, Technical                                             | Venceu    | [ 116 ] [ 117 ]         |
| 2020 | NAVGTR Awards                      | Lighting/Texturing                                              | Venceu    | [ 116 ] [ 117 ]         |
| 2020 | 20th Game Developers Choice Awards | Game of the Year                                                | Indicado  | [ 118 ] [ 119 ]         |
| 2020 | 20th Game Developers Choice Awards | Best Audio                                                      | Venceu    | [ 118 ] [ 119 ]         |
| 2020 | 20th Game Developers Choice Awards | Best Narrative                                                  | Indicado  | [ 118 ] [ 119 ]         |
| 2020 | 20th Game Developers Choice Awards | Best Technology                                                 | Venceu    | [ 118 ] [ 119 ]         |
| 2020 | 20th Game Developers Choice Awards | Best Visual Art                                                 | Venceu    | [ 118 ] [ 119 ]         |
| 2020 | SXSW Gaming Awards                 | Video Game of the Year                                          | Indicado  | [ 120 ] [ 121 ]         |
| 2020 | SXSW Gaming Awards                 | Most Promising New Intellectual Property                        | Indicado  | [ 120 ] [ 121 ]         |
| 2020 | SXSW Gaming Awards                 | Excellence in Art                                               | Indicado  | [ 120 ] [ 121 ]         |
| 2020 | SXSW Gaming Awards                 | Excellence in Design                                            | Venceu    | [ 120 ] [ 121 ]         |
| 2020 | SXSW Gaming Awards                 | Excellence in Narrative                                         | Indicado  | [ 120 ] [ 121 ]         |
| 2020 | SXSW Gaming Awards                 | Excellence in Technical Achievement                             | Indicado  | [ 120 ] [ 121 ]         |
| 2020 | SXSW Gaming Awards                 | Excellence in Visual Achievement                                | Indicado  | [ 120 ] [ 121 ]         |
| 2020 | 16th British Academy Games Awards  | Best Game                                                       | Indicado  | [ 122 ] [ 123 ]         |
| 2020 | 16th British Academy Games Awards  | Game Design                                                     | Indicado  | [ 122 ] [ 123 ]         |
| 2020 | 16th British Academy Games Awards  | Animation                                                       | Indicado  | [ 122 ] [ 123 ]         |
| 2020 | 16th British Academy Games Awards  | Artistic Achievement                                            | Indicado  | [ 122 ] [ 123 ]         |
| 2020 | 16th British Academy Games Awards  | Audio Achievement                                               | Indicado  | [ 122 ] [ 123 ]         |
| 2020 | 16th British Academy Games Awards  | Music                                                           | Indicado  | [ 122 ] [ 123 ]         |
| 2020 | 16th British Academy Games Awards  | Narrative                                                       | Indicado  | [ 122 ] [ 123 ]         |
| 2020 | 16th British Academy Games Awards  | Original Property                                               | Indicado  | [ 122 ] [ 123 ]         |
| 2020 | 16th British Academy Games Awards  | Performer in a Leading Role (Courtney Hope)                     | Indicado  | [ 122 ] [ 123 ]         |
| 2020 | 16th British Academy Games Awards  | Performer in a Supporting Role (Martti Suosalo)                 | Venceu    | [ 122 ] [ 123 ]         |
| 2020 | 16th British Academy Games Awards  | Technical Achievement                                           | Indicado  | [ 122 ] [ 123 ]         |
| 2020 | 18th Annual G.A.N.G. Awards        | Best Dialogue                                                   | Indicado  | [ 124 ]                 |
| 2020 | 18th Annual G.A.N.G. Awards        | Best Original Instrumental                                      | Indicado  | [ 124 ]                 |
| 2020 | 18th Annual G.A.N.G. Awards        | Best Original Soundtrack Album                                  | Indicado  | [ 124 ]                 |
| 2020 | 18th Annual G.A.N.G. Awards        | Best Audio Mix                                                  | Indicado  | [ 124 ]                 |